# 马若
马若（1920年—1993年），曾用名杨敬宗，男，回族，经名优素福，山东青州人，中华人民共和国政治人物，曾任宁夏回族自治区文化局局长。